# Two Shall Be Born
Two Shall Be Born er en amerikansk stumfilm fra 1924 instrueret af Whitman Bennett.

## Medvirkende
- Jane Novak som Mayra Zuleska
- Kenneth Harlan som Brian Kelly
- Sigrid Holmquist som Janet Van Wyck
- Frank Sheridan som Dominick Kelly
- Herman Lieb som von Rittenheim
- Fuller Mellish som Florian
- Joseph Burke
- Blanche Craig som Honora Kelly
- Joseffa De Bok som Franciska